# Finn Johannesen
Finn Johannesen (Fredrikstad, 23 agosto 1907 – 27 dicembre 1984) è stato un calciatore norvegese, di ruolo attaccante.

## Carriera

### Club
Dopo aver giocato per Pil, Østsiden e Lisleby, Johannesen passò al Fredrikstad. Con questa maglia, vinse tre edizioni della Norgesmesterskapet: 1932, 1935 e 1936.

### Nazionale
Conta 6 presenze per la Norvegia, con 3 reti all'attivo. Debuttò il 6 settembre 1931, andando anche a segno nel pareggio per 4-4 contro la Finlandia.

## Palmarès

### Club

#### Competizioni nazionali
- Coppa di Norvegia: 3

Fredrikstad: 1932, 1935, 1936